# Пивовар, Ефим Иосифович
Ефи́м Ио́сифович Пивова́р (род. 15 декабря 1949, Москва) — советский и российский историк, специалист в области новейшей истории России, экономической и социальной истории, историографии, источниковедения, методологии истории, доктор исторических наук (1987), профессор (1989), академик РАН (2022).
Ректор Российского государственного гуманитарного университета (2006—2016), президент РГГУ (2016—2024), научный руководитель РГГУ (с 2024 г.), директор Института Евразийских и межрегиональных исследований РГГУ, заведующий кафедрой истории стран ближнего зарубежья исторического факультета МГУ имени М. В. Ломоносова. Председатель Российского общества историков-архивистов.

## Биография
В 1956—1966 годах обучался в средней школе № 1150 г. Москвы.
В 1966—1971 годах — студент исторического факультета МГУ. Ученик видных представителей школы количественных методов в исторических исследованиях, историков В. З. Дробижева и И. Д. Ковальченко. С 1971 года — аспирант Института истории СССР АН СССР. В 1976 году защитил кандидатскую диссертацию «Изменения в численности и составе рабочих автомобильной промышленности СССР в условиях научно-технического прогресса, (1966—1970)». В 1987 году защитил докторскую диссертацию «Научно-техническая революция и рабочий класс СССР: методологическая проблема, методы анализа, опыт исторических исследований».
В 1973—1986 годах — заведующий отделом истории СССР за рубежом, историографии, источниковедения, методов исторического исследования журнала «История СССР». В 1992—1996 годах — заместитель главного редактора журнала «Отечественная история», с 1996 года — член редколлегии.
С 1986 года работает в МГИАИ (с 1991 года — РГГУ): старший преподаватель, заведующий кафедрой отечественной истории новейшего времени, декан факультета архивного дела (1986—1990), профессор, проректор по научной работе (1990—1993), председатель совета по защите докторских и кандидатских диссертаций (1991—1997).
Член экспертного Совета ВАК по отечественной истории (1992—1996), заместитель председателя экспертного Совета ВАК по историческим наукам (1999—2013); с 2020 года входит в состав ВАК РФ, заместитель председателя ВАК (с 2024). Член научных советов ряда федеральных архивов (ГА РФ, РГАСПИ), диссертационных советов при МГУ, ИРИ РАН, РУДН (1999—2001). Заместитель председателя учебно-методического совета по истории Министерства образования РФ (с 2000).
С 1997 года — профессор исторического факультета МГУ, руководитель Информационно-аналитического центра теоретических проблем исторической науки, ответственный редактор информационно-аналитического бюллетеня «Теоретические проблемы исторических исследований». С 1999 года — заместитель декана исторического факультета МГУ по учебно-методическому объединению и дополнительному образованию, с 2004 года — заведующий кафедрой истории стран ближнего зарубежья исторического факультета МГУ.
С 2005 года — заведующий кафедрой стран постсоветского зарубежья, с 2006 года — ректор (избран тайным голосованием 15 марта 2006 года, переизбран 15 марта 2011 года, полномочия истекли в марте 2016 года), с 2016 года — президент Российского государственного гуманитарного университета. С 2009 года — член Правления Российского Союза ректоров, член Президиума Совета ректоров государственных вузов Москвы и Московской области. Член-корреспондент РАН с 29 мая 2008 года по Отделению историко-филологических наук (история России), академик РАН (2022). Заместитель академика-секретаря, руководитель секции истории ОИФН РАН (с 2022).
С 2010 года — председатель РОИА, с 2016 года — сопредседатель Российского общества «Знание».
Председатель Экспертного совета Высшей аттестационной комиссии при Министерства образования и науки Российской Федерации по теологии. Член Совета по науке, технологиям и образованию при Президенте РФ (2011—2012), член Общественного совета при Министерстве культуры РФ (2012), член Экспертного и Научно-издательского советов РАН (с 2023).

## Научная деятельность
Основные научные результаты Е. И. Пивовара связаны с историческими исследованиями социальных проявлений и последствий научно-технической революции для истории России XX века, показывающими коренные изменения в облике различных социальных групп в эпоху НТР и дающими методологическое, историографическое и источниковедческое обоснование для последующих работ историков по данной проблематике. Вместе с академиками И. Д. Ковальченко, Л. В. Миловым и проф. В. З. Дробижевым участвовал в создании российской школы количественных методов в исторических исследованиях, внёс значительный вклад в разработку проблем теории исторического познания. Исследования, ведущиеся под руководством Е. И. Пивовара, имеют большое значение для изучения судеб русской эмиграции и русского зарубежья в XX веке, истории стран постсоветского зарубежья.
Главный редактор, член международного редакционного совета периодического издания РАН «Исторические записки» (с 2015; заместитель главного редактора в 1995—2015), член редакционного совета Ежегодника Международного общества по исторической дидактике (с 1999), член редколлегии журнала «Вестник архивиста» (с 2000). Главный редактор журнала «Вестник РГГУ» и информационно-аналитического бюллетеня «ЕвроАзия» (МГУ), член редколлегии журнала «Вестник Московского университета. Серия „История“» и Альманаха интеллектуальной истории «Диалог со временем» (ИВИ РАН), входит в состав редакционных советов журналов «Родина» и «Вестник российской нации».
Сопредседатель Общественного совета по гуманитарным наукам при Комитете по науке и наукоёмким технологиям Государственной думы, член экспертного совета Комитета по делам СНГ Совета Федерации, председатель научно-методического совета по истории и член Учёного совета Федерального института педагогических измерений Рособрнадзора, председатель Совета УМО вузов РФ по образованию в области историко-архивоведения, сопредседатель Совета УМО вузов РФ по образованию в области прикладной информатики, член Президиума УМО по классическому университетскому образованию России, сопредседатель Академической образовательной Ассоциации гуманитарного знания, заместитель председателя Всероссийской общественной организации «Ассоциация учителей истории и обществознания».
Председатель Координационного совета российской ассоциации украинистов, сопредседатель с российской стороны Координационного совета Ассоциации вузов-партнёров России и Украины, председатель правления Общества дружбы с Азербайджаном, почётный член Общества историков Республики Узбекистан, сопредседатель с российской стороны Комиссии историков и архивистов Российской Федерации и Чешской Республики.
Участник Международных конгрессов исторических наук (Монреаль, Канада — 1995 г., Осло, Норвегия — 2000 г., Сидней, Австралия — 2005 г.), Международных конгрессов по экономической истории (Будапешт, Венгрия — 1982 г., Берн, Швейцария — 1986 г., Лувен, Бельгия — 1990 г., Милан, Италия — 1994 г., Мадрид, Испания — 1998 г., Буэнос-Айрес, Аргентина — 2002 г., Хельсинки, Финляндия — 2006 г.). Выступал с лекциями, участвовал в семинарах, коллоквиумах и конференциях в США, ФРГ, Великобритании, Франции, Греции, Испании, Японии, Израиле, Швеции, Финляндии.
Неоднократно читал курсы лекций за рубежом: университет Остина, Техас, США (1989), Чикагский университет, США (1990), Иллинойсский университет в Урбане-Шампейне, США (1991); читал лекции в рамках программы фонда Фулбрайта, университет штата Мичиган, Анн-Арбор, США (1993) и др.
Автор около 380 научных публикаций, включая 11 монографий, главы в коллективных трудах, учебники и учебные пособия для средней и высшей школы, опубликованные как в РФ, так и за рубежом (США, ФРГ).

## Санкции
6 марта 2022 года после вторжения России на Украину подписал письмо в поддержу российской агрессии. С 9 июня 2022 года находится под персональными санкциями Украины за поддержку войны. Также был внесён ФБК в список коррупционеров и разжигателей войны за поддержку нападения на Украину, 16 марта 2022 года форумом свободной России внесён в «Список Путина» и доклад «поджигателей войны» с предложением введения против него международных санкций.

## Основные работы
Книги
- Данные переписи служащих 1922 г. о составе кадров наркоматов РСФСР. М., 1972 (в соавт.);
- Советские рабочие и НТР: по материалам автомобильной промышленности СССР (1966—1975). М.: Мысль, 1983;
- Актуальные проблемы истории СССР (1930—1980-е гг.). М., 1989 (в соавт.);
- Наше Отечество. Опыт политической истории. Т. 1—2. М., 1991 (зам. рук. авт. коллектива);
- Материалы по истории диссидентского и правозащитного движения. Геттинген, 1994 (в соавт.);
- Российская эмиграция в Турции, Юго-Востоке и Центральной Европе 20-х гг. (гражданские беженцы, армия, учебные заведения. Геттинген, 1994 (рук. авт кол.);
- СССР и холодная война. М., 1995 (совм. с В. С. Лельчуком[англ.] и др.);
- Теоретические проблемы исторических исследований. М., 1998—2002. Вып. 1—4 (отв. ред. и автор);
- Россия в изгнании. Судьбы российских эмигрантов за рубежом. М., 1999 (рук. авт. коллектива и соавт.);
- Военно-учебные заведения зарубежной России. 1920—1930-е гг. Нальчик, 1999 (в соавт.);
- Постсоветское пространство: альтернативы интеграции. Исторический очерк. СПб., 2008 (2-е изд. 2010) переиздано на англ. яз. в 2011 г. Рецензия: Александр Федута. Кормя чучело двуглавого орла… Архивная копия от 27 декабря 2021 на Wayback Machine // Перекрёстки. Журнал исследований восточноевропейского Пограничья. 2012. № 3—4. С. 365—370.;
- Российское зарубежье: социально-исторический феномен, роль и место в культурно-историческом наследии. М., 2008 переиздано на фр. яз. в 2012 г.;
- Российско-азербайджанские отношения. Конец XX — начало XXI вв. — М.: Kremlin Multimedia, 2012;
- История СССР/РФ в контексте современного россиеведения : учебное пособие / под ред. Е. И. Пивовара, А. Б. Безбородова. — М.: Проспект, 2015. — 400 с. — ISBN 978-5-392-16314-4.

Статьи
- Массовые источники по истории рабочего класса и интеллигенции // Массовые источники по социально-экономической истории советского общества. М., 1979 (в соавт.);
- Массовые источники по истории рабочего класса и интеллигенции и количественные методы их анализа // Количественные методы в советской и американской историографии. М., 1983 (в соавт.);
- Массовые источники по истории советского рабочего класса и интеллигенции и количественные методы анализа // Soviet Quantitative History Beverly Hills L., 1984 (в соавт.);
- Исторические источники и ЭВМ // Историки спорят. Тринадцать бесед. М., 1988 (в соавт.);
- Перестройка и изучение источников по социальной истории СССР // А Researcher’s Giude to Sourses on Soviet Social History in 1930 / ed. By Sh. Fitzpatrick and L. Viola. N.Y., L., 1989 {second ed. — 1993) (в соавт.).

## Награды
- Нагрудный знак «Почётный работник высшего профессионального образования Российской Федерации» (2005) — за заслуги в области образования.
- Лауреат Московской Международной «Европейской премии» в номинации «Образование» (2007).
- Орден Дружбы (23 августа 2010) — за достигнутые трудовые успехи и многолетнюю трудовую работу[9].
- Премия «Скрипач на крыше» в номинации «Образование» (2012)[10].
- Премия имени Гейдара Алиева (2012, Всероссийский азербайджанский конгресс)[11].
- Орден Почёта (3 мая 2018) — за заслуги в научно-педагогической деятельности, подготовке квалифицированных специалистов и многолетнюю добросовестную работу[12].
- Орден Александра Невского (8 августа 2022) — за активное участие в деятельности Российского исторического общества[13].
- Благодарность Президента Российской Федерации (17 апреля 2025) — за вклад в обеспечение деятельности Совета по взаимодействию с религиозными объединениями при Президенте Российской Федерации[14].